# Ancylorhynchus pretoriensis
Ancylorhynchus pretoriensis là một loài ruồi trong họ Asilidae. Ancylorhynchus pretoriensis được Bromley miêu tả năm 1936. Loài này phân bố ở vùng nhiệt đới châu Phi.